# Харут и Марут
Хару́т и Мару́т (араб. هاروت وماروت‎) — в исламe, два ангела (малаика), находившиеся в Вавилоне в период жизни пророка Сулеймана и обучавшие иудеев колдовству. Харут и Марут предостерегали иудеев от последствий употребления колдовства. Упоминаются в Коране:

Они последовали за тем, что читали дьяволы в царстве Сулеймана (Соломона). Сулейман (Соломон) не был неверующим. Неверующими были дьяволы, и они обучали людей колдовству, а также тому, что было ниспослано двум ангелам в Вавилоне — Харуту и Маруту. Но они (ангелы) никого не обучали, не сказав: «Воистину, мы являемся искушением, не становись же неверующим». Они обучались у них тому, как разлучать мужа с женой, но никому не могли причинить вред без соизволения Аллаха. Они обучались тому, что приносило им вред и не приносило им пользы. Они знали, что тому, кто приобрёл это, нет доли в Последней жизни. Скверно то, что они купили за свои души! Если бы они только знали!
—  2:102 (Кулиев)

## История Харута и Марута
В противовес дьяволам, которые представляли колдовство как благо и ложно приписывали его пророку Сулейману, Харут и Марут объясняли людям, что это тяжкий грех и признак неверия, а сами они являются лишь испытанием от их Господа. Однако те, кто не внимал советам и предупреждениям, получали от них полные знания о колдовстве, тем самым лишая себя любых оправданий в Судный день.
Согласно кораническому толкованию (тафсиру), когда Харут и Марут пожаловались на нечестие человечества, то были отправлены на землю, чтобы соревноваться с человечеством в плане послушания. Однако из-за совершённых ими преступлений они обнаружили, что не могут вернуться на небеса. Аллах предложил им выбор между наказанием на земле и адом. Они выбрали первое.